# Skutare, Plovdiv
Skutare (în bulgară Скутаре) este un sat în comuna Marița, regiunea Plovdiv,  Bulgaria. 

## Demografie
Componența etnică a satului Skutare
     Bulgari (81,48%)
     Romi (11,27%)
     Nicio identificare (6,43%)
     Altele (1,5%)
La recensământul din 2011, populația satului Skutare era de 2.457 locuitori. Din punct de vedere etnic, majoritatea locuitorilor (81,48%) erau bulgari, cu o minoritate de romi (11,27%). Pentru 6,43% din locuitori nu este cunoscută apartenența etnică.